# Leptotyphlops broadleyi
Leptotyphlops broadleyi är en kräldjursart som beskrevs av  Van Stanley Bartholomew Wallach och HAHN 1997. Leptotyphlops broadleyi ingår i släktet Leptotyphlops och familjen Leptotyphlopidae. Inga underarter finns listade i Catalogue of Life.